# Библиотека Гейзеля

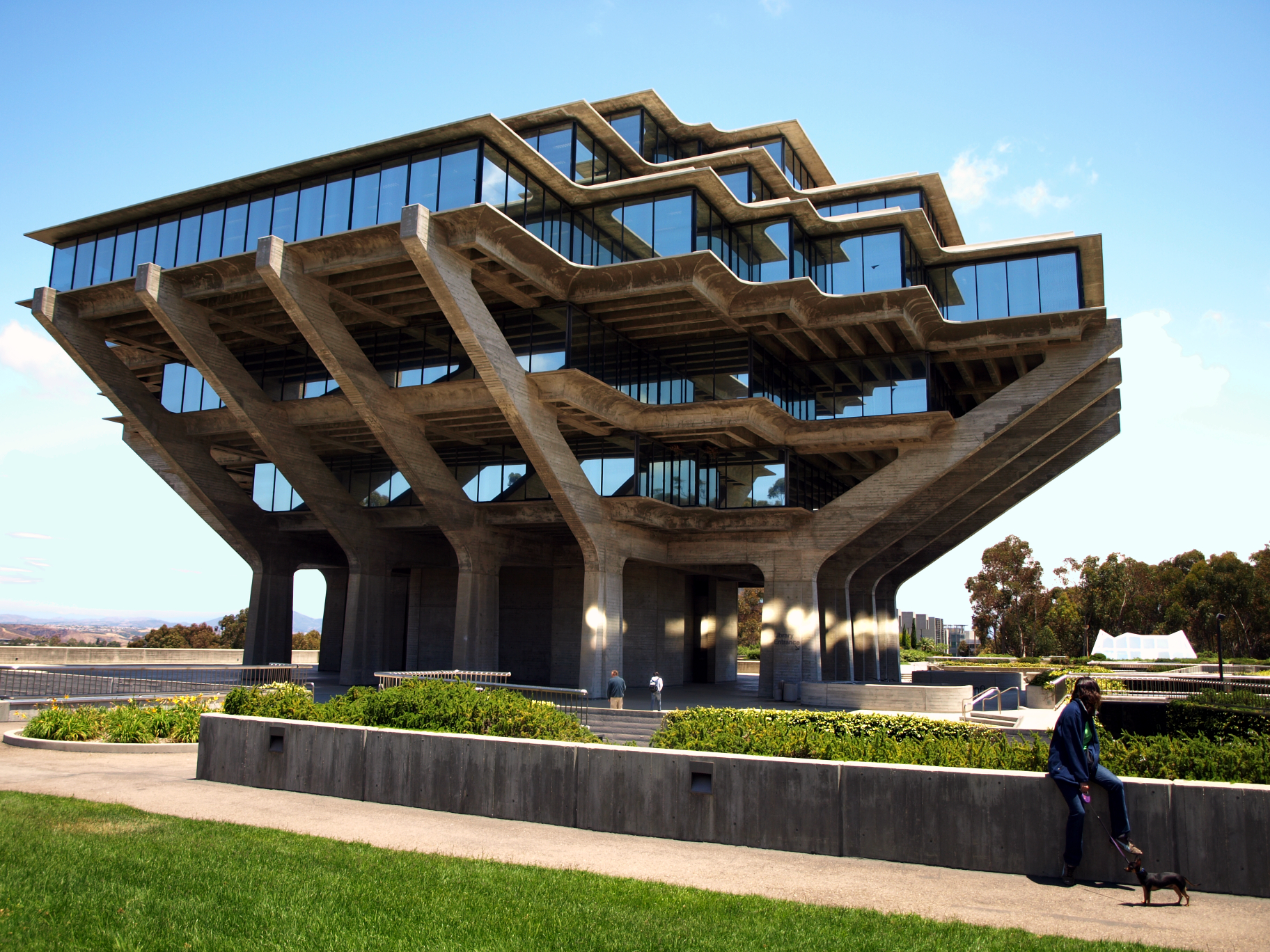
Отличительная библиотека Гейзеля UCSD, названная в честь Теодора Сьюза Гейзеля ("Доктор Сьюз") и представленная в логотипе UCSD

Библиотека Гейзеля — относится к Калифорнийскому университету в Сан-Диего. Она названа в честь Одри и Теодора Сьюз Гейзеля, более известного под псевдонимом «Доктор Сьюз».
Архитектура здания, спроектированого американским архитектором Уильямом Перейрой, описывается как нечто среднее между футуризмом и брутализмом.
Библиотека была открыта в 1970 году, как Центральная. В 1995 году была переименована в библиотеку Гейзеля.
Библиотека Гейзеля расположена в центре кампуса Калифорнийского университета в Сан-Диего. В нем содержится более 7 миллионов томов для поддержки образовательных и исследовательских целей университета. Она также содержит специальные коллекции и архивы Мандевиля, в которых хранится коллекция доктора Сьюза, содержащая оригинальные рисунки, эскизы, корректуры, записные книжки, черновики рукописей, книги, аудио- и видеозаписи, фотографии и памятные вещи. Приблизительно 8500 предметов в коллекции документируют весь спектр творческих достижений доктора Сьюза, начиная с 1919 года, когда он учился в средней школе, и заканчивая его смертью в 1991 году. Руководителем библиотеки Университета был назначен Одри Гейзель, в настоящее время Эрик Т. Митчелл.

## История
В 1958 году по инициативе Роджера Ревелла на месте нынешнего Ревелльского колледжа было построено здание науки и библиотеки . Когда университет был построен, университетский библиотекарь Melvin Фойгт разработал план по закупке книг для трех новых UC кампусов: UC San Diego, UC Santa Cruz и UC Irvine. Первая научно-техническая библиотека в Юри-Холле удовлетворила потребности школы, ориентированной на естественные науки. Однако, когда рекруты факультета начали основывать кафедры социальных и гуманитарных наук, канцлеру Джону Семплу Гэлбрейту стало ясно, что пришло время создать основные библиотечные фонды кампуса. Одним из условий принятия Гэлбрейтом поста канцлера UCSD было то, что в UCSD будет размещена одна из трех великих библиотек системы UC. Для достижения этой цели он сформировал комитет, который поручил архитектору Уильяму Л. Перейре подготовить генеральный план университетского центра и его координационного центра, Центральной библиотеки.
План Перейры призывал к перемещению Университетского центра на север и восток вместе с предлагаемым зданием библиотеки. Это привело к пересмотру долгосрочного плана развития кампуса: три «кластера» по четыре колледжа в каждом будут более компактными, что позволит создать вспомогательную библиотеку в каждом кластере. Предлагаемое здание было спроектировано вокруг сфероидальной башни. Эта башня должна была быть расположена на верхнем уровне, где размещались сотрудники и общественные помещения библиотеки. Выбранное место позволило будущим расширениям спуститься в каньон. Строительство первой из трех пристроек началось в июле 1968 года; два основных этажа были построены первыми, чтобы сформировать основу конструкции. Это позволило разместить строительные леса для поддержки конструкции башни. Церемония закрытия здания библиотеки Центрального университета состоялась в декабре 1969 года, а его официальное открытие — в марте 1971 года.
Центральная библиотека в комплексе с библиотекой Скриппса, зданием гуманитарной библиотеки (ныне Гэлбрейт-холл) в Ревелльском колледже и Биомедицинской библиотекой (построенной в 1969 году) в течение многих лет могла поддерживать и представлять растущий университет. В 1990 году началось строительство двухэтажного подземного расширения, основного этажа площадью 136 850 квадратных футов. Проект включал в себя реконструкцию существующего объекта в соответствии со стандартами безопасности, и обошелся в 38 миллионов долларов, предусмотренных Постановлением 78 Калифорнии от 1988 г. Расширение, разработанное Гуннаром Биркертсом, было завершено в феврале 1993 года. В 1995 году жительница Ла-Хойи Одри Гейзель пожертвовала 20 миллионов долларов библиотеке UCSD, дополнив ее пожертвование в 1991 году в размере 2,3 миллиона долларов на оригинальные работы ее мужа Теодора Сьюза Гейзеля. Взамен библиотека была переименована в Библиотеку Гейзеля.
Между первым и вторым ремонтом библиотеки Гейзеля несколько других библиотечных объектов UCSD также были отремонтированы или закрыты. В 2006 году биомедицинская библиотека получила расширение на 43 454 квадратных фута на 17 миллионов долларов. В 2011 году библиотека SIO, библиотека IR / PS, библиотека Hillcrest Medical Center и Центр библиотечных инструкций и вычислительных услуг (CLICS) были закрыты, а их фонды объединены в библиотеку Гейзеля из-за общесистемного сокращения бюджета. В 2015 году представители университета объявили, что в библиотеке Гейзеля начнется вторая реконструкция. Эта реконструкция включает строительство кафе Audrey’s на главном уровне библиотеки. Тем не менее, нынешнее название Библиотеки Гейзеля в последние несколько лет подвергается растущей критике из-за все более обширной осведомленности о собственном выражении Теодором Гейзелем об анти-чернокожих, ориентализма и других расовых убеждений. Хотя Теодор Гейзель действительно отказался от своих более оскорбительных в расовом отношении высказываний во время интервью для своей альма-матер Дартмутского колледжа, Калифорнийский университет в Сан-Диего не получил официального ответа на просьбу студентов изменить имя.

## Дизайн

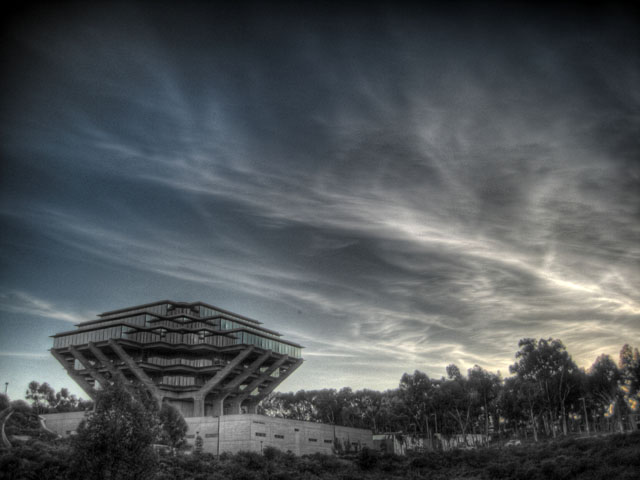
Библиотека Гейзеля видна из каньона

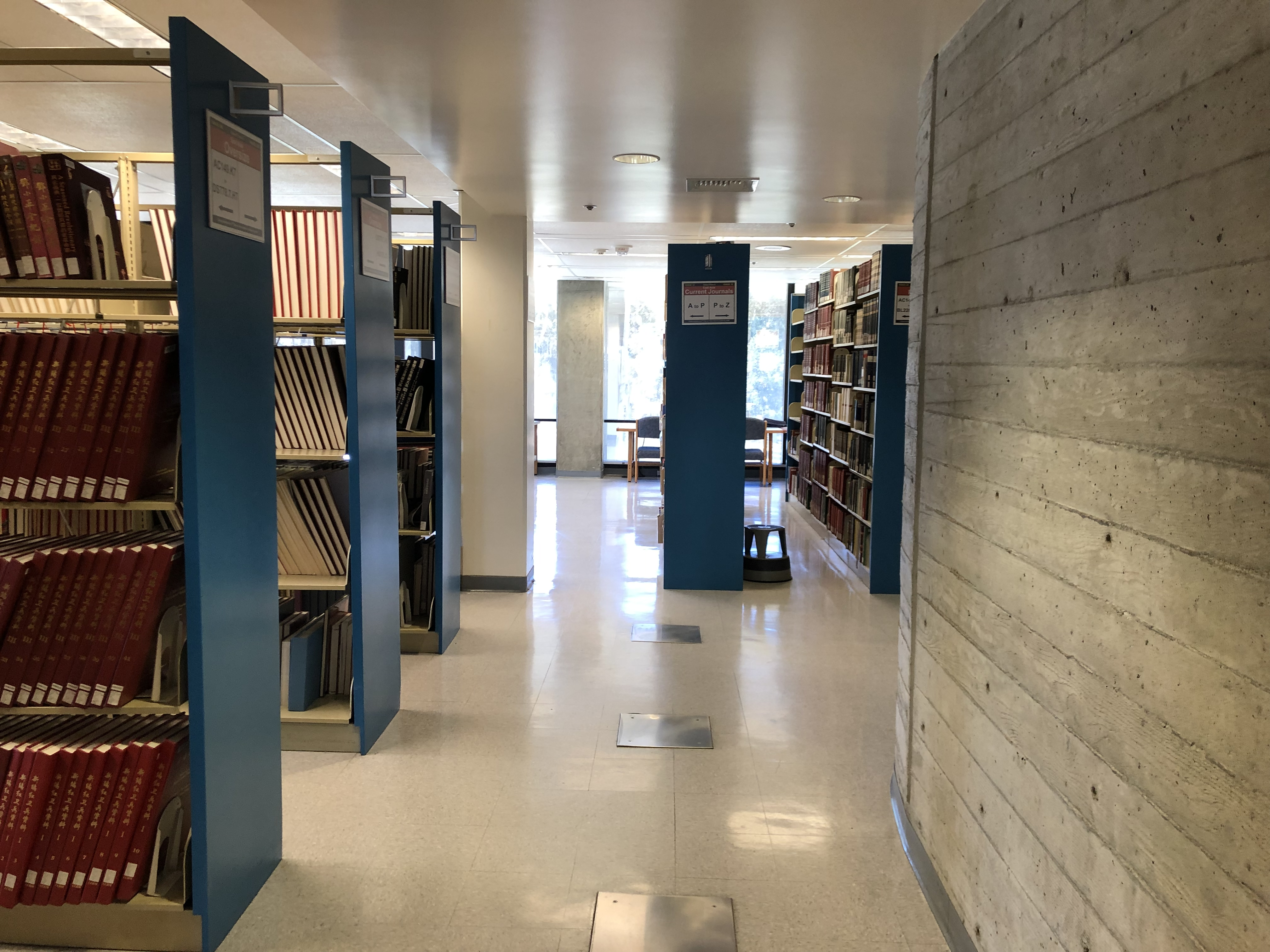
Внутренние интерьеры библиотеки

Оригинальное здание было спроектировано Уильямом Перейрой в конце 1960-х годов, с расположением в начале каньона. Арки здания в сочетании с дизайном отдельных этажей должны выглядеть как руки, держащие стопку книг. Компания William Pereira & Associates подготовила подробный отчет в 1969 году. Первоначально Перейра задумывал здание со стальным каркасом, но его заменили на железобетонный, чтобы сэкономить на строительстве и расходах на обслуживание. Это изменение материала дало возможность создать более скульптурный дизайн. Предполагалось, что будущие дополнения к первоначальному зданию будут образовывать террасные уровни вокруг основания башни, спускающейся в каньон. В соответствии с первоначальным генеральным планом, они «намеренно созданы для подчинения строгой геометрической форме существующей библиотеки». В двух его подземных уровнях находятся другие разделы библиотеки, а также учебные помещения и компьютерные классы. Его башня возвышается на 8 этажей, на высоту 33.5 метра.

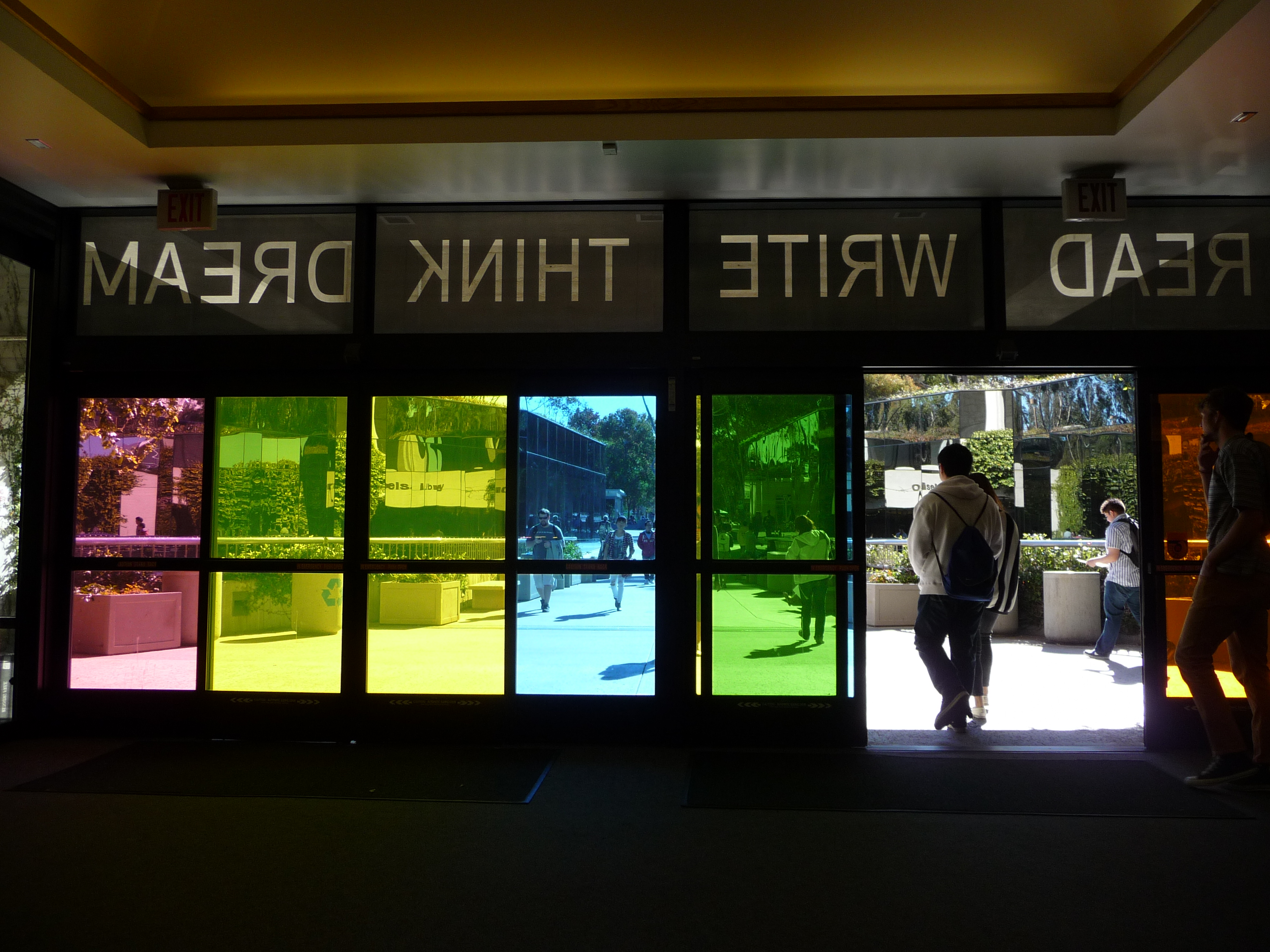
ЧИТАТЬ / ПИСАТЬ / ДУМАТЬ / МЕЧТАТЬ
внутри библиотеки

Вход в библиотеку отмечен картиной Джона Балдессари «ЧИТАТЬ / ПИСАТЬ / ДУМАТЬ / МЕЧТАТЬ», произведение искусства, которое является частью коллекции Стюарта. В библиотеке Гейзеля также есть бронзовая статуя в натуральную величину его тезки и его самого известного персонажа, Кота в шляпе.

### Змеиный путь

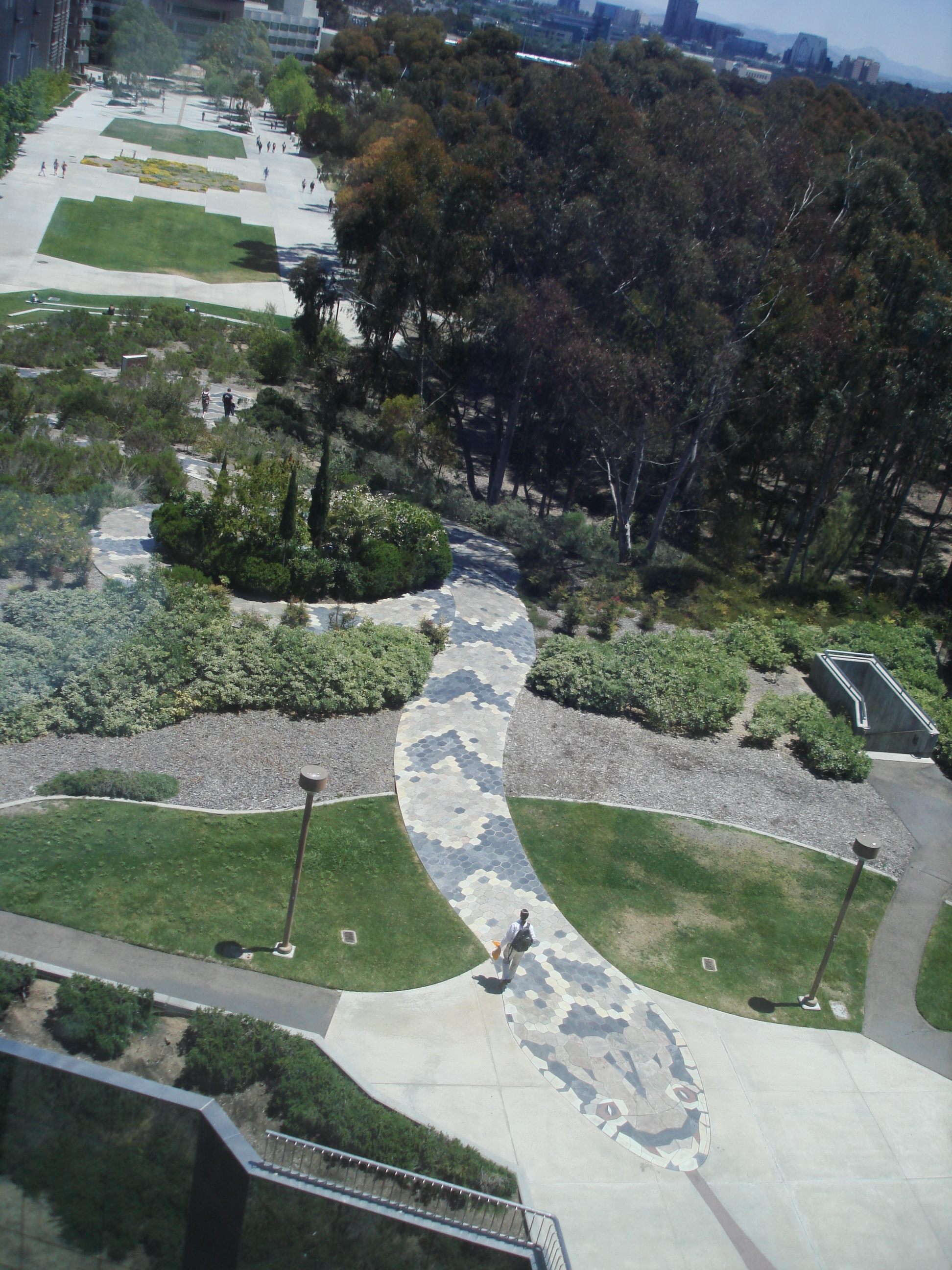
Змеиный путь со стороны Гейзеля

Восточная сторона форума Гейзеля буквально и символически связана с торговым центром Уоррена благодаря работе из коллекции Стюарта «Змеиная тропа», 560-футовой дорожке из сланцевой плитки Алексиса Смита, которая ведет к библиотеке. Его маршрут проходит мимо гигантского гранитного затерянного рая и небольшого сада фруктовых деревьев. На гранитной книге выгравирован отрывок: «Позже, ты не захочешь покидать этой рай, но будешь обладать раем внутри себя, гораздо более счастливым»

### Третий этаж
Одной из необычных особенностей библиотеки является то, что нижние этажи пронумерованы 1 и 2, а верхние этажи — номерами от 4 до 8. Это привело к появлению нескольких причудливых объяснений того, почему третий этаж, по-видимому, закрыт и недоступен с лифтов или ступенек.
Одна из наиболее популярных историй заключается в том, что при проектировании здания не учитывался возможный вес книг в библиотеке, поэтому третий этаж по необходимости оставили пустым — обычная городская легенда, связанная в разное время со многими другими университетскими библиотеками.
На самом деле «отсутствующий» третий этаж — это открытый / внешний форум. Это просто железобетон и запасной выход, который помогает студентам с 4-8 этажей выбраться, не переходя на второй этаж. «Третий этаж» — это фактически два отдельных уровня. Площадки третьего этажа в общественных лестничных клетках выходят на бетонную платформу за пределами библиотеки, которая изначально предназначалась для демонстрации скульптур, акустической музыки, импровизированных бесед на открытом воздухе, открытой зоны для собраний и чтения стихов. Возможная кража библиотечных материалов и риски, связанные с потенциальной кражей редких частных коллекций литературы и искусства UCSD, привели к тому, что двери третьего этажа были защищены, чтобы их можно было использовать только в чрезвычайных ситуациях или персоналом здания для передачи оборудования в центральный офис напрямую, чтобы не нарушать работу библиотеки. Площадка «второго» третьего этажа пронумерована как этаж «3.5» и состоит из инженерных коммуникаций и проводки к верхним уровням. Входов к пролетам на 3.5 этаже нет; это запираемые подсобные помещения, предназначенные в основном для обслуживания и ремонта.
Двери на 3-й этаж открываются наружу с лестничных клеток, а двери 3,5 этажа открываются внутрь к центральному ядру. Центральный форум, 3-й этаж, изначально задумывался как формальная зона библиотеки, но не внутренняя, а внешняя, чтобы не мешать посетителям библиотеки или ее работе.

## Фонды
Библиотека Калифорнийского университета в Сан-Диего предоставляет доступ к более чем 7 миллионам цифровых и печатных работ. Большинство ее работ организовано в фондах по темам, но библиотека также поддерживает некоторые специальные фонды и фонды отличия. Специальные коллекции и архивы Мандевиля включают:
- Кулинарная коллекция Американского института вина и еды
- Архив Новой поэзии
- Коллекция Нижней Калифорнии
- Калифорния, Сан-Диего и история Запада
- Коллекция Дона Кэмерона Аллена Ренессанс
- Коллекция доктора Сьюза:[3] включает работы Теодора Сьюза Гейзеля. Коллекция насчитывает около 8500 единиц хранения, в том числе: «оригинальные рисунки, эскизы, корректуры, записные книжки, черновики рукописей, книги, аудио- и видеозаписи, фотографии и памятные вещи». Коллекция доктора Сьюза считается слишком хрупкой, чтобы ее можно было легко достать. Коллекция открыта только для исследователей, получивших разрешение от директора специальных коллекций.
- Коллекция Восточной Азии
- Коллекция Тихоокеанских путешествий Хилла: была подарена Калифорнийскому университету в Сан-Диего в 1974 году Кеннетом Э. и Дороти В. Хилл. Коллекция считается одной из лучших для ранних путешествий и открытий в Тихом океане. Он содержит более 2000 предметов, относящихся к периоду с XVI по середину XIX века.[20] Некоторые из наиболее интересных предметов включают журналы кораблей из китобойных экспедиций и записи ботаников, совершавших морские путешествия.
- Технологический архив Сан-Диего
- Институт океанографических коллекций Скриппса
- Коллекция Саутворта о гражданской войне в Испании
- Тузинский архив меланезийской антропологии
- Наука и государственная политика двадцатого века
- Архив Калифорнийского университета в Сан-Диего

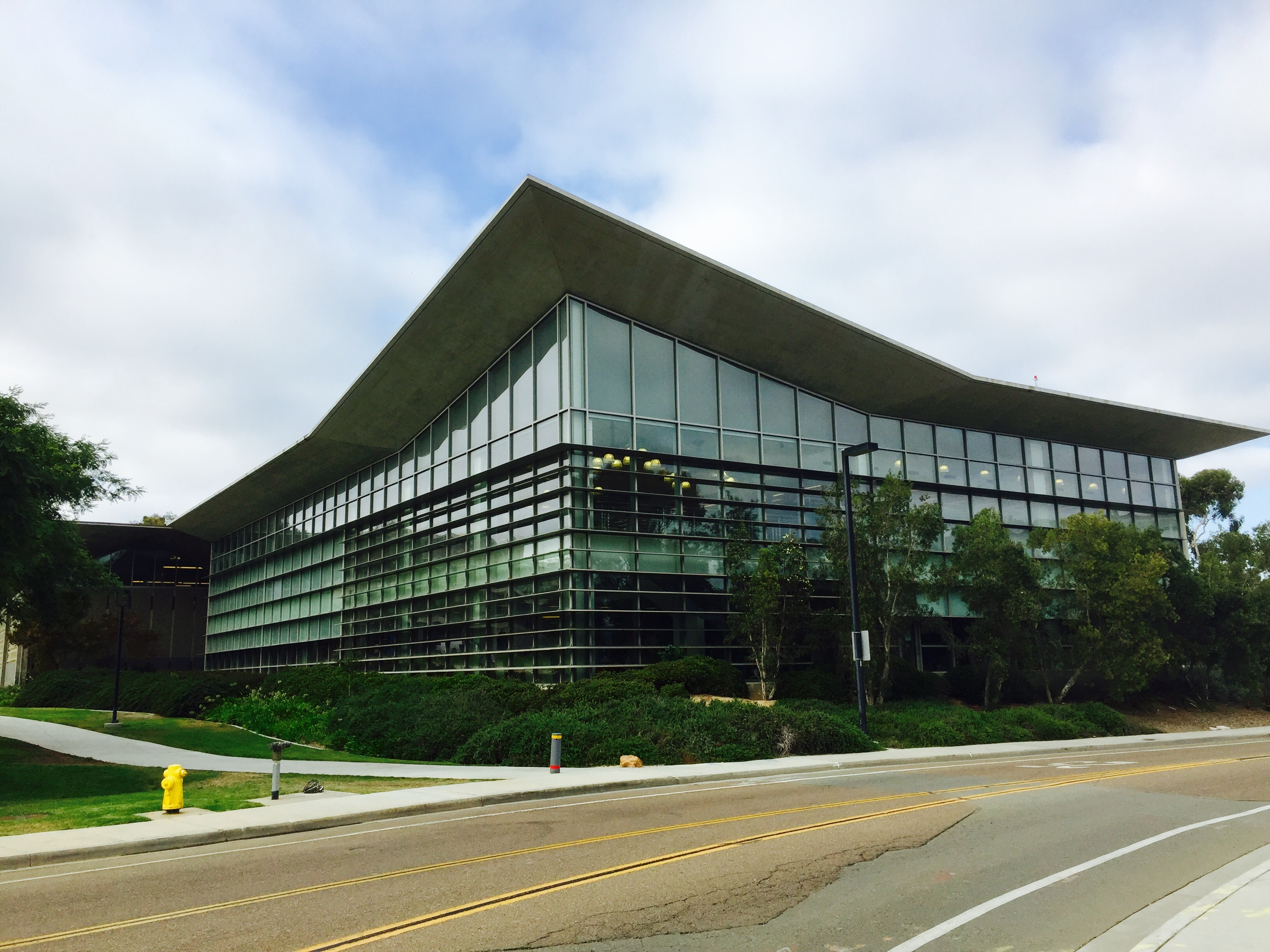
Юго-западный угол биомедицинской библиотеки

Объединение библиотеки Калифорнийского университета в Сан-Диего в 2011 году привело к тому, что библиотека Гейзеля и здание биомедицинской библиотеки в Медицинской школе стали единственными оставшимися зданиями библиотеки на территории кампуса. Дополнительные библиотечные материалы находятся в пристройке для хранения на торговой улице на Мирамар-роуд и в Южном региональном библиотечном центре Калифорнийского университета в Лос-Анджелесе.
- В сериале «Саймон и Саймон» библиотека была представлена во вступительных титрах.
- Библиотека Гейзеля появилась как экстерьер исследовательской лаборатории в фильме «Помидоры-убийцы», который наносит ответный удар, третьем фильме культовой серии «Атака помидоров-убийц».
- Внешний вид библиотеки был показан в культовом фильме ужасов 1984 года «Ночной поезд к террору», который использовался для офиса персонажа Ричарда Молла. Сценарист фильма Филип Йордан на момент съемок также был профессором Калифорнийского университета в Сан-Диего .
- Научно-фантастический роман «Конец радуги» включает в себя основной сюжет, посвященный библиотеке.
- В рекламе Колера упоминается как "Штаб-квартира Чатки в Киото".[22]
- В фильме 2004 года «Веселая обезьяна» есть несколько сцен, снятых в библиотеке и на ее территории.[23]
- Использован в фильме «Гордый американец» (дата съемки 17.02.08)
- В сериале «Миссия невыполнима» библиотека в последнем снятом эпизоде («Маятник») фигурировала как «World Resources Ltd.». штаб-квартира. (эфир 23.02.73)
- На библиотеку ссылался Тед Мосби в эпизоде "Как я встретил вашу маму" "Дизайн Мосбиуса"
- Вступительная часть эпизода Вероники Марс от 29 ноября 2006 года, снятого в торговом центре Уоррена в Калифорнийском университете в США и содержащего снимки различных достопримечательностей, включая библиотеку Гейзеля.[24]
- В фильме 2010 года «Начало» есть снежная крепость, очень похожая по структуре на Гейзель.[25]
- В фильме 2010 года «Кабум» есть кадр из библиотеки.
- В 2012 году телевизионная программа Adult Swim создала римейк фильма «Саймон и Саймон» с участием библиотеки, в главных ролях — Джон Хэмм, Адам Скотт и Джефф Пробст.
- Изображен на обложке альбома Circle 2017 года Terminal.[26]

## Примечание
1. ↑  archINFORM (нем.) — 1994.
2. ↑  About the Geisel Building. About the Libraries. UCSD Libraries. Дата обращения: 16 июня 2008. Архивировано из оригинала 2 января 2014 года.
3. 1 2  The Dr. Seuss Collection. library.ucsd.edu. Дата обращения: 24 апреля 2018. Архивировано 8 октября 2020 года.
4. ↑  Kolupailo, Nikki (27 февраля 2018). UC San Diego Names Erik T. Mitchell New Audrey Geisel University Librarian. UCSD News. Архивировано 2 октября 2020. Дата обращения: 28 февраля 2018.
5. 1 2  Gray, Barbara T. Central Library, University of California, San Diego. UCSD Libraries. William L. Pereira and Associates. Дата обращения: 7 апреля 2016. Архивировано 5 марта 2016 года.
6. ↑  JaCoby, Pat (8 июля 2004). Expansion And Renovation Of UCSD's Biomedical Library Slated To Begin With July 20 Groundbreaking Ceremony. University of California, San Diego. Архивировано 19 сентября 2020. Дата обращения: 7 апреля 2016.
7. ↑  Clark, Lucie (8 марта 1990). UCSD celebrates Central University Library groundbreaking March 21 (PDF). University Archives. Архивировано (PDF) 19 января 2022. Дата обращения: 7 апреля 2016.
8. ↑  JaCoby, Pat (24 февраля 1993). UCSD marks rededication of Central Library today with official visit of UC President Jack Peltason (PDF). UC San Diego News Release. University of California, San Diego. Архивировано (PDF) 19 января 2022. Дата обращения: 7 апреля 2016.
9. ↑  Perry, Tony (26 сентября 1995). Dr. Seuss' Widow Gives Over $10 Million to UCSD. Los Angeles Times. Архивировано 23 апреля 2016. Дата обращения: 7 апреля 2016.
10. ↑  Biomedical Library expansion/renovation completed at UCSD. San Diego Source. 2 июня 2006. Архивировано 9 октября 2020. Дата обращения: 7 апреля 2016.
11. ↑  Flynn, Pat (29 марта 2011). Four UCSD libraries to close, consolidate. San Diego Union-Tribune. Архивировано 23 апреля 2016. Дата обращения: 7 апреля 2016.
12. ↑  Stone, Ken (18 февраля 2016). Cafe Named for Dr. Seuss Widow to Keep UCSD Students Caffeinated. Times of San Diego. Архивировано 12 октября 2020. Дата обращения: 7 апреля 2016.
13. ↑  The Cat is Out of the Bag: Orientalism, Anti-Blackness, and White Supremacy in Dr. Seuss's Children's Books. Дата обращения: 4 октября 2020. Архивировано 30 октября 2020 года.
14. ↑  The Surprisingly Radical Politics of Dr. Seuss. Дата обращения: 4 октября 2020. Архивировано 3 мая 2020 года.
15. ↑  Barbara "a weight off our minds" Mikkelson. That Sinking Feeling. Urban Legends Reference Pages (29 марта 2007). Дата обращения: 18 июля 2007.
16. ↑  Barbara Henderson. Geisel Library: Urban Legends. About the Libraries. UCSD Libraries. Дата обращения: 18 июля 2007. Архивировано 7 июля 2007 года.
17. ↑  William L. Pereira and Associates. Central Library: University of California at San Diego. The Working Plan for the Central Library P.45 (август 1969). Дата обращения: 3 июля 2013.
18. ↑  William L. Pereira and Associates. Central Library: University of California at San Diego. The Working Plan for the Central Library P.53 (август 1969). Дата обращения: 3 июля 2013. Архивировано 2 июля 2013 года.
19. ↑  William L. Pereira and Associates. Central Library: University of California at San Diego. The Working Plan for the Central Library P.59 (август 1969). Дата обращения: 3 июля 2013. Архивировано 2 июля 2013 года.
20. ↑  Hill Collection of Pacific Voyages (амер. англ.). library.ucsd.edu. Дата обращения: 25 апреля 2018. Архивировано 20 апреля 2018 года.
21. ↑  Collections & Off-Site Storage Policy. UC San Diego Library. University of California, San Diego. Дата обращения: 8 апреля 2016. Архивировано 13 ноября 2016 года.
22. ↑  Whitton Plumbing. Kohler - Architect Commercial (8 сентября 2010). Дата обращения: 24 апреля 2018. Архивировано 19 октября 2020 года.
23. ↑  celerysword. Monkey and Modine at UCSD's Geisel Library (22 сентября 2007). Дата обращения: 24 апреля 2018. Архивировано 5 ноября 2020 года.
24. ↑  sbono13. UCSD on Veronica Mars (29 ноября 2006). Дата обращения: 24 апреля 2018. Архивировано 21 ноября 2020 года.
25. ↑  Welcome thehighdefinite.com - BlueHost.com. www.thehighdefinite.com. Дата обращения: 24 апреля 2018. Архивировано 24 апреля 2018 года.
26. ↑  Terminal by Circle. rateyourmusic.com. Дата обращения: 24 апреля 2018.

## Официальные ссылки
- Веб - сайт библиотеки Калифорнийского университета в Сан-Диего